# L'instant d'après
L'instant d'après es el cuarto álbum publicado por la cantante franco-canadiense Natasha St-Pier, a finales de 2003. Este álbum representa un ligero cambio de estilo, un sonido más rock

## Listado de temas
1. Tant Que C'est Toi (sencillo) - 6:30
2. Quand On Cherche l'Amour (sencillo) - 3:40
3. Mourir Demain (con Pascal Obispo, sencillo) - 3:40
4. Plus Simple Que Ça - 3:35
5. J'Avais Quelqu'un (sencillo) - 3:26
6. Je Te Souhaite (sencillo) - 3:50
7. Chacun Pour Soi - 4:04
8. Pour Le Meilleur - 3:10
9. Croire - 3:30
10. J'Oublie Toujours Quelque Chose - 3:30
11. Qu'y A-T-Il Entre Nous? - 3:45
12. Juste un Besoin de Chaleur - 3:31
13. Quand Aimer Ne Suffit Pas - 8:45
14. Lucie (track oculto)

- Datos: Q1823321